# راية الناصر الموحدي

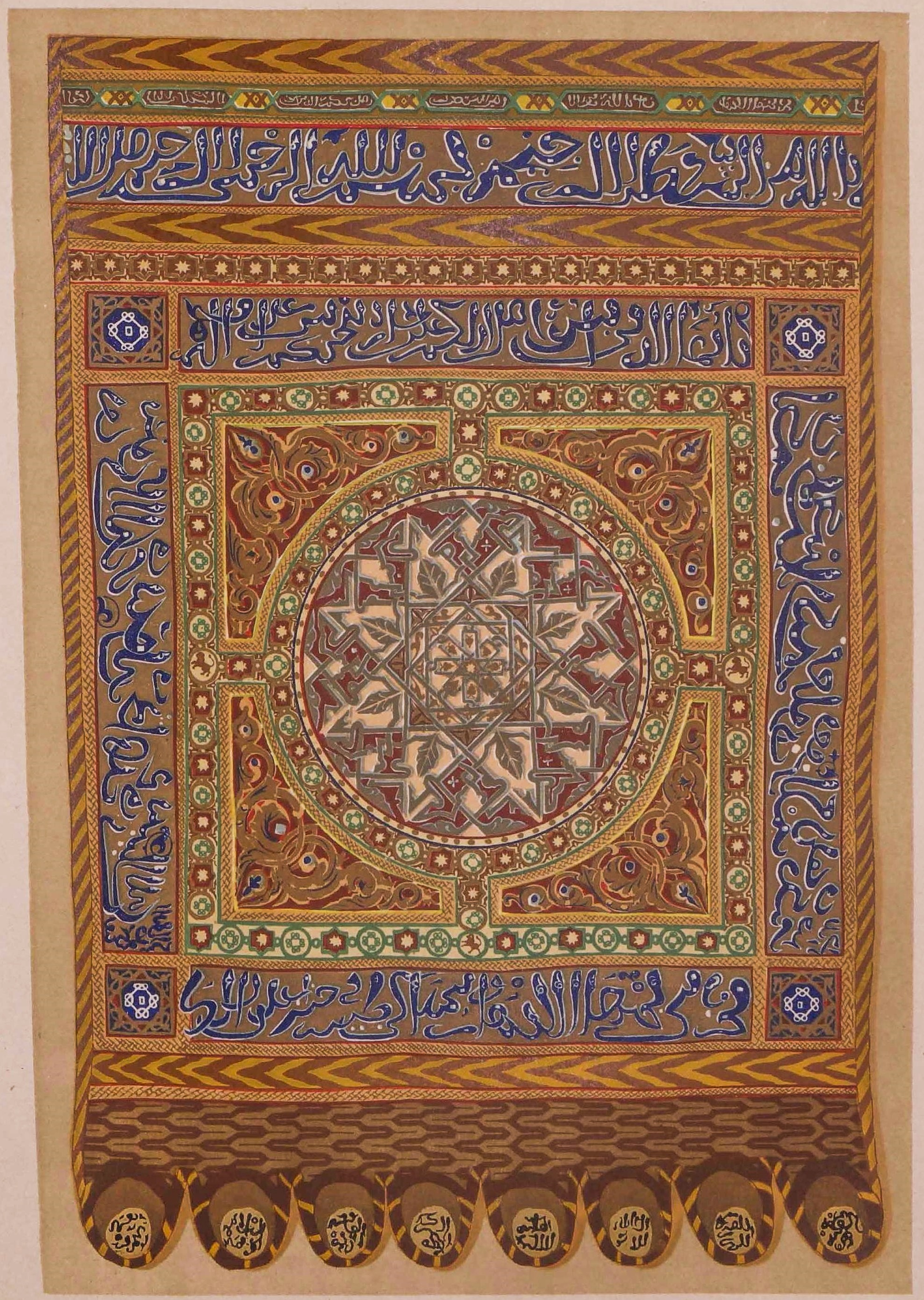
راية الناصر المُوحدية التي يُحتفل بها في سقوط الأندلس في البرتغال وإسبانيا

راية الناصر الموحدي هي الراية التي حملها السلطان محمد الناصر في معركة العقاب ضد ألفونسو الثامن ملك قشتالة، وهي محفوظة اليوم في إسبانيا، فقد حفظها القشتاليين بعد أن اغتنموها عند هزيمة السلطان محمد الناصر في معركة العقاب، ويحتفل بها الإسبان في كل سنة من 20 تموز برفع الراية في ذكرى سقوط الأندلس، وفي العروض العسكرية.

## التاريخ

### نشوء الدولة ثم الخلافة
فتح المسلمون الأندلس في عام رجب 92 هـ/أبريل 711 م في عهد الدولة الأموية، غير أن العباسيين قد ثاروا عليهم، ففرّ إلى الأندلس منهم عبد الرحمن الداخل الأموي، وكانت الساحة هناك مضطربة، تتنازع فيها العرب العدنانية والقحطانية، فغلب عليهما بالحرب والسياسة، وأسس دولة أموية جديدة في الأندلس بعد انقضاء عصرهم في سائر الأقاليم، عام 126 هـ/744 م. ولم تُسجل محاولات جدية من العباسيين لاسترجاع تلك المناطق، وبذلك ظلت الأندلس خارج نطاق سلطة الخلافة العباسية الفعلية.
ثم جاء عهد عبد الله بن محمد بن عبد الرحمن، وولديه المنذر وعبد الله، فتوالت الاضطرابات وظهرت دويلات صغيرة منفصلة. لكن، حين تولى الأمير عبد الرحمن بن محمد الحكم في عام 300هـ/918م، استعادت الأندلس وحدتها السياسية وقوتها العسكرية، وأعاد لها الهيبة، فخاض حروبًا طويلة، حتى استرجع السيطرة الكاملة على البلاد تحت سلطته المركزية في قرطبة، وتوسعت سلطة الأمويين لتشمل أجزاء من شمال المغرب الأقصى، حيث دخل أمراؤه في طوع الأمويين. وقد أعلن عبد الرحمن نفسه خليفة للمسلمين، فتفرقت الخلافة إلى ثلاث: عباسية، فاطمية، وأموية.

### بداية انهيار الخلافة
اختار الحكم المستنصر بالله ابنه الوحيد، الطفل هشام المؤيد بالله، لخلافته، فاستغل رجال الدولة مثل الحاجب جعفر بن عثمان المصحفي وصاحب الشرطة محمد بن أبي عامر، صغر سنه وضعف قدرته على إدارة الحكم، ففرضوا وصاية على الخلافة من قبل أم الخليفة صبح البشكنجية، واستأثروا بكل السلطات. فثار الأمويون ضد سيطرة العامريين على الحكم، وتمكن أحد أمرائهم، محمد بن هشام، من تدبير انقلاب في جمادى الأولى 399هـ ضد المؤيد بالله وشنجول، فأسقطهما عن العرش وأعلن نفسه خليفة. ثم حرص المهدي بالله على التنكيل بالعامريين والبربر الذين كانوا أساس جيش الحاجب المنصور، مما دفع الفتيان العامريين إلى الفرار نحو شرق الأندلس، مؤسسين إمارة هناك، في حين التف البربر حول أمير أموي آخر، هو سليمان بن الحكم، الذي ثار بدوره على المهدي بالله، ونجح في عزله عن منصبه، ليعلن نفسه خليفة في ربيع الأول 400هـ. في تلك الفترة، تلاشت السلطة الفعلية للخلافة، وصار وجودها مقتصرًا على قرطبة، لتدخل الأندلس في حقبة من القلاقل، يصارع فيها الأمويون والبربر والحموديون على الحكم.

### ملوك الطوائف
استمر الصراع حتى عام 422هـ، حيث سقطت الدولة الأموية في الأندلس نهائيًا، وتفككت إلى دويلات صغيرة، عرفت تاريخيًا بالطوائف. واستمر الحال على هذا المنوال حتى عام 478هـ/1085م، حيث وقع حصار طليطلة فسقطت، وكانت طليطلة الثغر الذي كان يستقبل فيه الخليفة الأموي عبد الرحمن الناصر لدين الله الجزية من ملوك الشمال، ومنه كان ينطلق هو ومن بعده حكام الأندلس لفتح الشمال. فبدأت دول الشمال مثل قشتالة وليون وأراغون والبرتغال ونبرة تتوحد لغزو الأندلس بكاملها، بينما كان المسلمون في حال من التشتت، فطلب ملوك الطوائف العون من المرابطين بقيادة يوسف بن تاشفين. فالتقى جيش قشتالة بجيوش الأندلس والمرابطين في معركة الزلاقة، التي أوقفت زحف القشتاليين على الأندلس، وأطالت عمرها.

### المرابطون والموحدون
استطاع المرابطون ضم الأندلس وإنهاء حكم ملوك الطوائف، ثم ورثهم الموحدون في هذا الأمر، بل واستطاع السلطان الموحدي أبو يوسف يعقوب بن يوسف المنصور أن يحقق انتصارًا باهرًا على ألفونسو الثامن ملك قشتالة في عام 1195م عند حصن الأرك دفاعًا عن الأندلس، في معركة الأرك، وذلك بعد زحف القشتاليين مجددًا عليها. وقد عزا البعض انتصاره إلى استعانته بقادة أندلسيي الأصل يخبرون البلد، وإكرامه للشعب الأندلسي.

### راية العقاب وسقوط الأندلس
غير أن السلطان الموحدي أبو يوسف يعقوب بن يوسف المنصور لم يتابع نصره بملاحقة الفارين وفتح طليطلة فظلت قاعدةً للهجوم على الأندلس، بل عفا عن 30 ألف أسير، فتجمعوا مع ألفونسو الثامن مجددًا بعد سبعة عشر عامًا، ضد ابنه السلطان محمد الناصر في عام 1212 م. وقد كان ابنه أقل خبرة، فاجتثَّ واليَيْ فاس وسبتة، فأبغضه المغاربة، وحين عبر البحر إلى الأندلس، أعدم قادة الأندلس الذين فقدوا قلاعهم مع اجتياح ألفونسو، فأبغضه الأندلسيين. وبذلك انتهت معركة العقاب بهزيمة ساحقة للأندلسيين، لتتوالى بعدها الهزائم حتى سقوط غرناطة والأندلس بالكامل عام 1492 م. تحمل راية العقاب رمزية مهمة، فبعد انتصار ألفونسو الثامن في معركة العقاب اغتنم راية الناصر الموحدي، فأصبحت تلك الراية تحمل دلالةً عظيمةً كونها بداية انتصار القشتاليين.

## وصف الراية
الراية حمراء مزخرفة بزخارف إسلامية، ومنقوش عليها في جوانبها ثلاث آيات من سورة الصف:
1. ﴿يَا أَيُّهَا الَّذِينَ آمَنُوا هَلْ أَدُلُّكُمْ عَلَى تِجَارَةٍ تُنْجِيكُمْ مِنْ عَذَابٍ أَلِيمٍ﴾
2. ﴿تُؤْمِنُونَ بِاللَّهِ وَرَسُولِهِ وَتُجَاهِدُونَ فِي سَبِيلِ اللَّهِ بِأَمْوَالِكُمْ وَأَنْفُسِكُمْ ذَلِكُمْ خَيْرٌ لَكُمْ إِنْ كُنْتُمْ تَعْلَمُونَ﴾
3. ﴿يَغْفِرْ لَكُمْ ذُنُوبَكُمْ وَيُدْخِلْكُمْ جَنَّاتٍ تَجْرِي مِنْ تَحْتِهَا الْأَنْهَارُ وَمَسَاكِنَ طَيِّبَةً فِي جَنَّاتِ عَدْنٍ ذَلِكَ الْفَوْزُ الْعَظِيمُ﴾

وهذه الآيات هي الآية التي تسبق:
- ﴿وَأُخْرَى تُحِبُّونَهَا نَصْرٌ مِنَ اللَّهِ وَفَتْحٌ قَرِيبٌ وَبَشِّرِ الْمُؤْمِنِينَ﴾

ويرى بعض الباحثين ومنهم تميم البرغوثي، بأن عدم كتابة آية النصر والفتح في الراية مقصود وبليغ، كي تظل عالقة في الأذهان.

## طالع أيضًا
- منسوجات المرابطين والموحدين